# París-Niça 1985
La París-Niça 1985 fou la 43a edició de la París-Niça. És un cursa ciclista que es va disputar entre el 3 i el 10 de març de 1985. La cursa fou guanyada per l'irlandès Sean Kelly de l'equip Skil-Sem per davant de Stephen Roche (La Redoute) i Frédéric Vichot (Skil-Sem). Jean-Claude Bagot s'emportà la classificació de la muntanya i Charly Mottet la dels joves.

## Participants
En aquesta edició de la París-Niça hi preneren part 86 corredors dividits en 9 equips:  Panasonic, Skil-Sem, La Redoute, La Vie Claire, Peugeot-Shell-Michelin, Renault-Elf, Skala-Skil, Fagor i Orbea-Gin MG. La prova l'acabaren 58 corredors.

## Resultats de les etapes
| Etapes              | Data       | Recorregut                             | Km       | Vencedor d'etapa | Líder de la general |
| ------------------- | ---------- | -------------------------------------- | -------- | ---------------- | ------------------- |
| Pròleg              | 3 de març  | Nanterre (CRI)                         | 6.4 km   | Alan Peiper      | Alan Peiper         |
| 1a etapa            | 4 de març  | Avallon-Dole                           | 197.5 km | Eddy Planckaert  | Alan Peiper         |
| 2a etapa            | 5 de març  | Dole-Saint-Trivier-sur-Moignans        | 181 km   | Marc Madiot      | Bert Oosterbosch    |
| 3a etapa            | 6 de març  | Châtillon-sur-Chalaronne - Sant-Etiève | 176 km   | Eddy Planckaert  | Alan Peiper         |
| 4a etapa, 1r sector | 7 de març  | Donzère-Bédoin                         | 98 km    | Joël Pelier      | Joël Pelier         |
| 4a etapa, 2n sector | 7 de març  | Bédoin-Carpentras (CRE)                | 35 km    | Panasonic        | Joël Pelier         |
| 5a etapa            | 8 de març  | Carpentras-Gréoux-les-Bains            | 211 km   | Bert Oosterbosch | Frédéric Vichot     |
| 6a etapa            | 9 de març  | Gréoux-les-Bains -Mandelieu-la-Napoule | 171 km   | Pedro Muñoz      | Frédéric Vichot     |
| 7a etapa, 1r sector | 10 de març | Mandelieu-la-Napoule-Niça              | 100 km   | Charly Mottet    | Frédéric Vichot     |
| 7a etapa, 2n sector | 10 de març | Niça-Coll d'Èze (CRI)                  | 11 km    | Stephen Roche    | Sean Kelly          |

## Etapes

### Pròleg
3-03-1985. Nanterre, 6.4 km. CRI
|   | Ciclista         | Equip                  | Temps  |
| - | ---------------- | ---------------------- | ------ |
| 1 | Alan Peiper      | Peugeot-Shell-Michelin | 8' 13" |
| 2 | Bert Oosterbosch | Panasonic              | + 1"   |
| 3 | Laurent Fignon   | Renault-Elf            | + 10"  |

### 1a etapa
4-03-1985. Avallon-Dole, 197.5 km.
|   | Ciclista          | Equip     | Temps      |
| - | ----------------- | --------- | ---------- |
| 1 | Eddy Planckaert   | Panasonic | 5h 43' 31" |
| 2 | Walter Planckaert | Panasonic | m. t.      |
| 3 | Sean Kelly        | Skil-Sem  | m. t.      |

### 2a etapa
5-03-1985. Dole-Saint-Trivier-sur-Moignans 181 km.
|   | Ciclista         | Equip       | Temps      |
| - | ---------------- | ----------- | ---------- |
| 1 | Marc Madiot      | Renault-Elf | 4h 43' 00" |
| 2 | Bert Oosterbosch | Panasonic   | m. t.      |
| 3 | Frits Pirard     | Skil-Sem    | + 4"       |

### 3a etapa
6-03-1985. Châtillon-sur-Chalaronne-Sant-Etiève 176 km.
|   | Ciclista        | Equip      | Temps      |
| - | --------------- | ---------- | ---------- |
| 1 | Eddy Planckaert | Panasonic  | 4h 46' 19" |
| 2 | Sean Kelly      | Skil-Sem   | m. t.      |
| 3 | Nico Verhoeven  | Skala-Skil | m. t.      |

### 4a etapa, 1r sector
7-03-1985. Donzère-Bédoin, 98 km.
|   | Ciclista        | Equip       | Temps      |
| - | --------------- | ----------- | ---------- |
| 1 | Joël Pelier     | Skil-Sem    | 2h 25' 31" |
| 2 | Frédéric Vichot | Skil-Sem    | + 12"      |
| 3 | Charly Mottet   | Renault-Elf | m. t.      |

### 4a etapa, 2n sector
7-03-1985. Bédoin-Carpentras, 35 km. (CRE)
|   | Equip      | Temps   |
| - | ---------- | ------- |
| 1 | Panasonic  | 45' 42" |
| 2 | Skil-Sem   | + 8"    |
| 3 | La Redoute | + 52"   |

### 5a etapa
8-03-1985. Carpentras-Gréoux-les-Bains, 211 km.
|   | Ciclista         | Equip         | Temps      |
| - | ---------------- | ------------- | ---------- |
| 1 | Bert Oosterbosch | Panasonic     | 5h 41' 13" |
| 2 | Marc Gomez       | La Vie Claire | + 8"       |
| 3 | Sean Kelly       | Skil-Sem      | + 51"      |

### 6a etapa
9-03-1985. Gréoux-les-Bains-Mandelieu-la-Napoule, 171 km.
|   | Ciclista      | Equip     | Temps      |
| - | ------------- | --------- | ---------- |
| 1 | Pedro Muñoz   | Fagor     | 4h 41' 33" |
| 2 | Sean Kelly    | Skil-Sem  | + 40"      |
| 3 | Phil Anderson | Panasonic | m. t.      |

### 7a etapa, 1r sector
10-03-1985. Mandelieu-la-Napoule-Niça, 94 km.
|   | Ciclista             | Equip       | Temps      |
| - | -------------------- | ----------- | ---------- |
| 1 | Charly Mottet        | Renault-Elf | 2h 37' 48" |
| 2 | Jean-Paul van Poppel | Skala-Skil  | + 19"      |
| 3 | Sean Kelly           | Skil-Sem    | m. t.      |

### 7a etapa, 2n sector
10-03-1985. Niça-Coll d'Èze, 11 km. CRI
|   | Ciclista              | Equip         | Temps   |
| - | --------------------- | ------------- | ------- |
| 1 | Stephen Roche         | La Redoute    | 20' 52" |
| 2 | Sean Kelly            | Skil-Sem      | + 1"    |
| 3 | Jean-François Bernard | La Vie Claire | + 59"   |

## Classificacions finals

### Classificació general
|    | Ciclista          | Equip                  | Temps       |
| -- | ----------------- | ---------------------- | ----------- |
| 1  | Sean Kelly        | Skil-Sem               | 31h 10' 19" |
| 2  | Stephen Roche     | La Redoute             | + 23"       |
| 3  | Frédéric Vichot   | Skil-Sem               | + 54"       |
| 4  | Phil Anderson     | Panasonic              | + 1' 04"    |
| 5  | Pedro Muñoz       | Fagor                  | + 1' 56"    |
| 6  | Robert Millar     | Peugeot-Shell-Michelin | + 2' 11"    |
| 7  | Eric Caritoux     | Skil-Sem               | + 2' 17"    |
| 8  | Pascal Simon      | Peugeot-Shell-Michelin | + 2' 21"    |
| 9  | Charly Mottet     | Renault-Elf            | + 2' 33"    |
| 10 | Jean-Marie Grezet | Skil-Sem               | + 2' 35"    |

## Evolució de les classificacions
| Etapa (Vencedor)                    | Classificació general |
| ----------------------------------- | --------------------- |
| 0Pròleg (Alan Peiper)               | Alan Peiper           |
| 0Etapa 1 (Eddy Planckaert)          | Alan Peiper           |
| 0Etapa 2 (Marc Madiot)              | Bert Oosterbosch      |
| 0Etapa 3 (Eddy Planckaert)          | Alan Peiper           |
| 0Etapa 4, 1r sector (Joël Pelier)   | Joël Pelier           |
| 0Etapa 4, 2n sector ( Panasonic)    | Joël Pelier           |
| 0Etapa 5 (Bert Oosterbosch)         | Frédéric Vichot       |
| 0Etapa 6 (Pedro Muñoz)              | Frédéric Vichot       |
| 0Etapa 7, 1r sector (Charly Mottet) | Frédéric Vichot       |
| 0Etapa 7, 2n sector (Stephen Roche) | Sean Kelly            |